# HD33254
HD33254 — хімічно пекулярна зоря спектрального класу A2, що має  видиму зоряну величину в смузі V приблизно  5,4.
Вона  розташована на відстані близько 175,9 світлових років від Сонця.

## Фізичні характеристики
Зоря HD33254 обертається 
порівняно повільно 
навколо своєї осі. Проєкція її екваторіальної швидкості на промінь зору становить  Vsin(i)= 21км/сек.

## Магнітне поле
Спектр даної зорі вказує на наявність магнітного поля у її зоряній атмосфері.
Напруженість повздовжної компоненти поля оціненої з аналізу
наявних ліній металів
становить  192,4± 162,3 Гаус.